# Cartomanzia

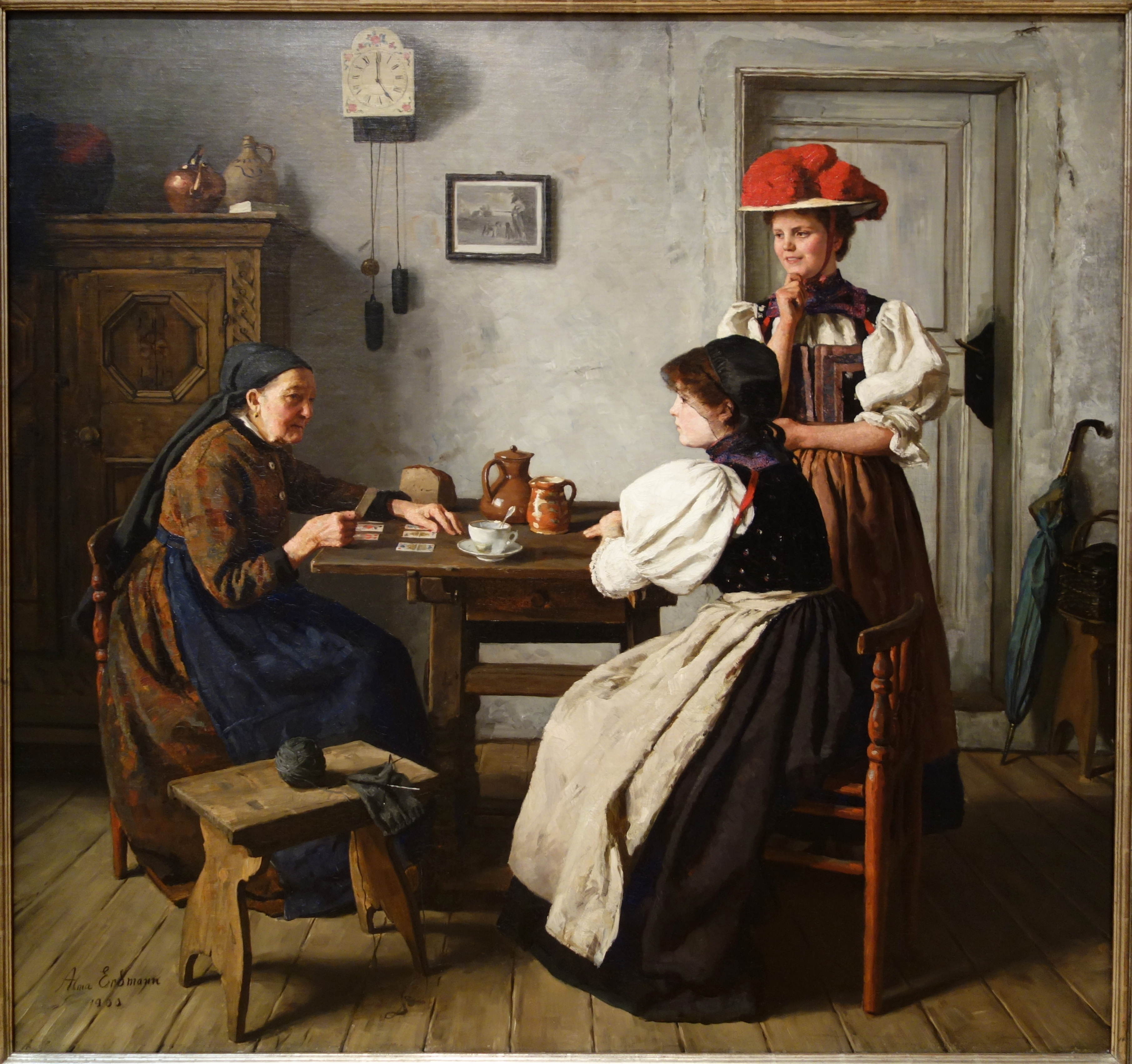
La cartomante, di Alma Erdmann, 1900

La cartomanzia è un metodo di divinazione effettuato tramite la consultazione di un mazzo di carte che possono essere normali carte di seme italiano o francese, tarocchi o speciali carte illustrate dette Sibille.

## Storia
Non si hanno notizie del fatto che nel Medioevo le carte da gioco fossero utilizzate a scopo divinatorio. Un primo esempio tedesco è Eyn loszbuch ausz der Karten gemacht, un libretto pubblicato tra il 1505 e il 1510 a Magonza, basato sulle carte da gioco a semi tedeschi. La tecnica, tuttavia, è lontanissima dalla cartomanzia moderna poiché alle figure non era assegnato alcun significato divinatorio. In pratica le carte, scelte casualmente, rimandavano a una pagina specifica del manuale (riconoscibile per la presenza di quella stessa figura in un angolo) dov'era fornita una predizione generica della fortuna favorevole o avversa che attendeva il lettore. Leggermente diverso è  il Giardino dei pensieri di Francesco Marcolini da Forlì pubblicato nel 1540, che usa un mazzo da 36 carte a semi italiani. Il lettore doveva scegliere una domanda dal primo capitolo del libro e pescare una sequenza di coppie di carte, il cui valore lo reindirizza alle pagine successive dove poteva leggere la risposta. Dorman Newman pubblicò alla fine del XVII secolo in Inghilterra un mazzo specializzato per le predizioni (la prima edizione è probabilmente del 1690); le incisioni di stampa furono poi acquistate da John Lenthall che le pubblicò per diversi anni. Le carte del mazzo di Lenthall contenevano il testo della predizione e/o la guida alla pesca di ulteriori carte. Nell'angolo di ogni carta c'era una figura del seme francese con un numero da 1 a 13 in caratteri romani. In sostanza, il metodo proposto da Lenthall era simile a quello di Marcolini, sennonché il testo del libro era riportato direttamente sulla carte da gioco. 
La cartomanzia propriamente detta ha origini piuttosto recenti rispetto ad altre forme di divinazione. Le prime testimonianze certe risalgono al 1770, data di pubblicazione a Parigi di Etteilla, ou la seule manière de tirer les cartes, dove l'autore, Etteilla, alias di Jean-Baptiste Alliette, spiegava l'uso delle normali carte da gioco francesi per predire l'avvenire. Qualche anno più tardi lo stesso Etteilla dava alle stampe Manière de se recréer avec un jeu de cartes nommées Tarot (Parigi, 1783-1785) dedicato alla divinazione per mezzo dei tarocchi. 
La nascita della cartomanzia in Francia, tuttavia, è controversa in quanto alla Biblioteca universitaria di Bologna si conserva un foglio manoscritto datato intorno al 1750 in cui si leggono i sintetici significati divinatori di alcune carte del Tarocchino bolognese. 
Dopo Etteilla, la più famosa cartomante fu Marie Adélaide Lenormand (1768-1843), meglio nota come "Mademoiselle Lenormand", alla quale pare che si rivolgesse Josephine de Beauharnais, prima moglie di Napoleone Bonaparte. Da lei prende nome un particolare mazzo detto "Sibille Lenormand", la cui invenzione non va però attribuita a Mlle Lenormand.
Fu nell'Ottocento che la cartomanzia attirò le attenzioni di occultisti ed esoteristi, in quanto si iniziò diffusamente a ritenere che le carte avessero antichissime origini egizie e racchiudessero il sapere primigenio, l'unico vero.

## Mazzi da divinazione
I mazzi di carte usati a scopo divinatorio risultano essere diversi ed eterogenei, sia per origine che per quantità di "semi" e di figure. Si va dalle comuni carte da gioco e dai vari mazzi di Sibille italiane (La vera sibilla), parigine (Lenormand) e zigane (diffuse nel mondo di lingua tedesca), fino a un'infinità di mazzi di creazione più recente e studiati appositamente per l'uso divinatorio (tra i più noti e utilizzati troviamo l'Oracle Belline). 
Vengono usate in alcuni casi anche le carte Zener, 25 carte, con 5 stelle, 5 onde, 5 croci, 5 cerchi e 5 quadrati), sebbene l'uso per cui queste carte sono state progettate non abbia a che fare con la divinazione bensì con l'esercitazione della telepatia.
Tuttavia il mazzo più utilizzato a scopo divinatorio è costituito dai tarocchi di Marsiglia, contenenti 78 carte.

## Principio della cartomanzia
Secondo gli occultisti, il principio base della cartomanzia, esercitata con ogni mazzo, si basa su un motto dell'alchimia: "Come sopra così sotto", intendendo il "sopra" come il grande universo metafisico, e il "sotto" come la realtà fisica del mondo intorno a noi.
In realtà la cartomanzia popolare non si interessa di questi aspetti filosofici e generalmente si basa sull'intuito del "lettore" che elabora sentenze più o meno complesse basandosi sulla domanda espressa inizialmente dal consultante e sulle carte che costui ha estratto dopo un mescolamento rituale del mazzo.
In pratica la "stesa", cioè il mosaico delle carte estratte e l'interpretazione dei simboli o delle allegorie in esse contenute e le posizioni da esse assunte, fornisce al cartomante una idea approssimativa delle conseguenze derivanti dalle scelte del consultante (metodo intuitivo). In altri casi la stesa sembra fornire una indicazione sul comportamento in una data situazione. Raramente il cartomante si spinge ad affermare che il destino è scritto nelle carte e che ciò che egli vede accadrà sicuramente, qualunque cosa il consultante decida di fare (metodo sacrale). In sintesi, le carte divinatorie possono essere usate sia per leggere una serie di possibilità future, sia per svelare particolari aspetti della personalità del consultante o del cartomante stesso.

## Legislazione in Italia
Il Testo unico delle leggi di pubblica sicurezza vieta l'attività di cartomante (vedi articolo 121 ultimo comma: "È vietato il mestiere di ciarlatano", e l'articolo 231 che classifica l'attività cartomante come "mestiere di ciarlatano").
Tuttavia il Consiglio di Stato, sez. III, sent. 1 luglio 2020, n. 4189 ha dichiarato lecita l’attività di cartomanzia (modificando l’interpretazione  del Testo unico delle leggi di pubblica sicurezza risalente al 1931):  Non è vietata, ai sensi dell’art. 121 T.U.L.P.S., l’attività di cartomanzia che non sia esercitata con modalità truffaldine o comunque idonee ad abusare della credulità popolare. Infatti, secondo i giudici di Palazzo Spada, anche un servizio che, in apparenza, sia oggettivamente privo o comunque di indimostrabile utilità, quale può essere considerata l’attività divinatoria propria del cartomante, in quanto riconducibile alle cosiddette scienze occulte o esoteriche (per definizione non sottoponibili a prove di verificabilità), può rappresentare un bene “commerciabile”, perché idoneo a rispondere ad una esigenza, per quanto illusoria ed opinabile, meritevole di soddisfacimento e, in quanto tale, suscettibile di generare, in termini mercantili, una corrispondente “domanda”. Tale può essere, appunto, quella di chi cerchi l’alleviamento dei suoi dubbi esistenziali o la rassicurazione delle sue certezze nei “segni” ricavabili, attraverso la mediazione del cartomante, dalla lettura ed interpretazione delle “carte”.